# Pasiphila semochlora
Pasiphila semochlora är en fjärilsart som först beskrevs av Edward Meyrick 1919.  Pasiphila semochlora ingår i släktet Pasiphila och familjen mätare. Inga underarter finns listade i Catalogue of Life.